# 김광준 (조선)
김광준(? ~ 1553년)은 조선 후기의 문신이며, 명종 때 우찬성까지 지냈다. 자는 숙예이다. 그리고 본관은 상주이다.

## 생애
중종 때 문과에 급제하여 검열을 지냈고 가주서를 거쳐서 주서, 시강원문학, 이조정랑, 사헌부지평, 장령, 홍문관전한, 강관을 거쳐 당상관에 올라서 사간원대사간으로 참찬관을 겸했고 그 이후에는 병조참의, 좌승지 등을 거쳐서 강원도관찰사로 외직에 나갔다. 그러다가 다시 대사간이 되어서 을사사화에 가담해서 공을 세우고 부제학이 되었으며 홍문관부제학을 거쳐서 대사헌, 호조참판 등을 하고 사헌부대사헌으로 특진관을 겸했으며 이후 이조참판, 호조판서, 이조판서 등을 거쳐서 우참찬이 되고 이후에 우찬성까지 되었으며 지경연사를 겸직했다. 이후에는 병조판서가 되고 판돈녕부사로 치사했다.